# Os nove capítulos da arte matemática

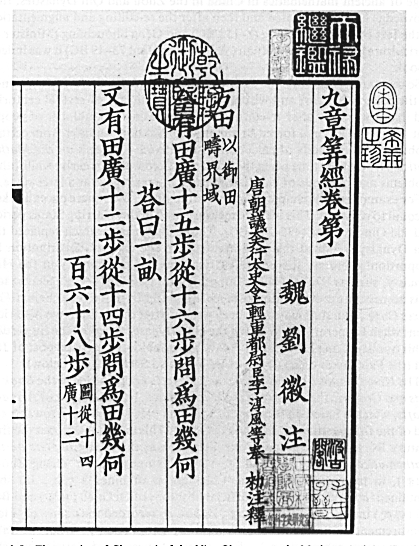
Uma página de Os nove capítulos da arte matemática

Os nove capítulos da arte matemática (chinês tradicional: 九章算術, chinês simplificado: 九章算术, pinyin: Jiǔzhāng Suànshù) é um livro de matemática. Sua origem remonta ao período da Dinastia Zhou e foi compilado por várias gerações de escribas entre os séculos II e I a.C. É um dos livros de matemáticas mais antigos da China, depois de Suàn shù shū e Zhou Bi Suan Jing (compilados durante o período da Dinastia Han e até o século II d.C.). 